# Поход на Кедири
Похо́д на Кеди́ри, в нидерландских источниках также встречаются названия экспеди́ция на Кеди́ри (нидерл. Expeditie naar Kediri) или экспеди́ция Анто́нио Ху́рдта (нидерл. Expeditie van Anthonio Hurdt), — военные действия, развёрнутые в августе — ноябре 1678 года в центральной и восточной частях острова Ява Нидерландской Ост-Индской компанией (НОИК) в союзе с султанатом Матарам с целью захвата оплота повстанцев Трунаджаи — города Кедири. Стали первой крупной военной операцией, проведённой голландскими колонизаторами на Яве.
Передвижение нидерландско-матарамских войск под командованием адмирала Антонио Хурдта и сусухунана Амангкурата II к Кедири растянулось на три месяца и оказалось сопряжено с большими логистическими трудностями, усугублявшимися в сезон дождей. Союзная армия несла большие потери в результате болезней и дезертирства, периодически вступала в боестолкновения с частями мятежников. Особенно тяжёлой для неё оказалась переправа через реку Брантас на подступах к Кедири: на этом этапе кампании отношения между союзниками существенно обострились из-за проблем со снабжением войска. Однако сам штурм Кедири был осуществлён с минимальными для наступающих потерями и занял лишь один день — 25 ноября 1678 года.
Падение Кедири стало крупнейшим военным поражением Трунаджаи — представителя мадурской знати, поднявшего мятеж против матарамского сусухунана в 1674 году. Активность восставших после этого резко пошла на убыль, а Матарам и поддержавшая его НОИК смогли существенно укрепить свои позиции на центральной и восточной Яве.

## Формирование нидерландско-матарамского союза

Султанат Матарам на пике своего могущества. Указаны годы основных территориальных приращений

В 1646 году на престол яванского султаната Матарам вступил Амангкурат I, унаследовавший от своего отца Агунга титул сусухунана. К этому моменту Матарам находился на пике своего могущества и территориальной экспансии: успешные военные кампании Агунга обеспечили ему власть над большей частью территории Явы и всей Мадурой, а также заключение договоров о вассалитете с рядом государственных образований южной Суматры и Калимантана. Однако три десятилетия правления Амангкурата I стали периодом постепенного ослабления военной мощи султаната и его государственных механизмов. На обширных территориях Матарама всё чаще происходили восстания. Крупнейшим из них стал мятеж, поднятый в 1674 году племянником одного из мадурских удельных правителей Трунаджаей, который заключил союз с несколькими группировками макасарских пиратов, представлявших собой серьёзную военную силу.
В течение нескольких лет восстание Трунаджаи развивалось очень успешно, мятежники наносили войскам Амангкурата I одно поражение за другим. В конце 1675 года повстанцам удалось захватить Сурабаю, крупнейший город восточной Явы, в 1676 году — наголову разбить матарамскую армию при Гегодоге, а к началу 1677 года они уже контролировали более половины территории Матарама. На сторону Трунаджаи перешли не только многие удельные правители, посаженные Амангкуратом I, но и некоторые представители высшей матарамской знати, включая старшего сына сусухунана — наследного принца Радена Маса Рахмата. Последний, впрочем, через какое-то время поссорился с Трунаджаей и вернулся ко двору отца, заручившись его прощением.
Оказавшись перед угрозой полного военного поражения, сусухунан обратился за помощью к Нидерландской Ост-Индской компании (НОИК), которая в тот период контролировала совсем небольшую прибрежную часть западной Явы, зажатую между территориями Матарама с востока и султаната Бантам с запада, однако располагала внушительными военными силами — как морскими, так и сухопутными. У Амангкурата I было мирное соглашение с Компанией, подписанное в самом начале его правления в 1646 году, однако к тому времени оно фактически утратило силу, поэтому налаживание сотрудничества требовало новой договорённости. Переговоры с голландцам были поручены им одному из наиболее доверенных удельных правителей — Вангсадипе, градоначальнику Джепары — крупного портового города на северном побережье Явы.

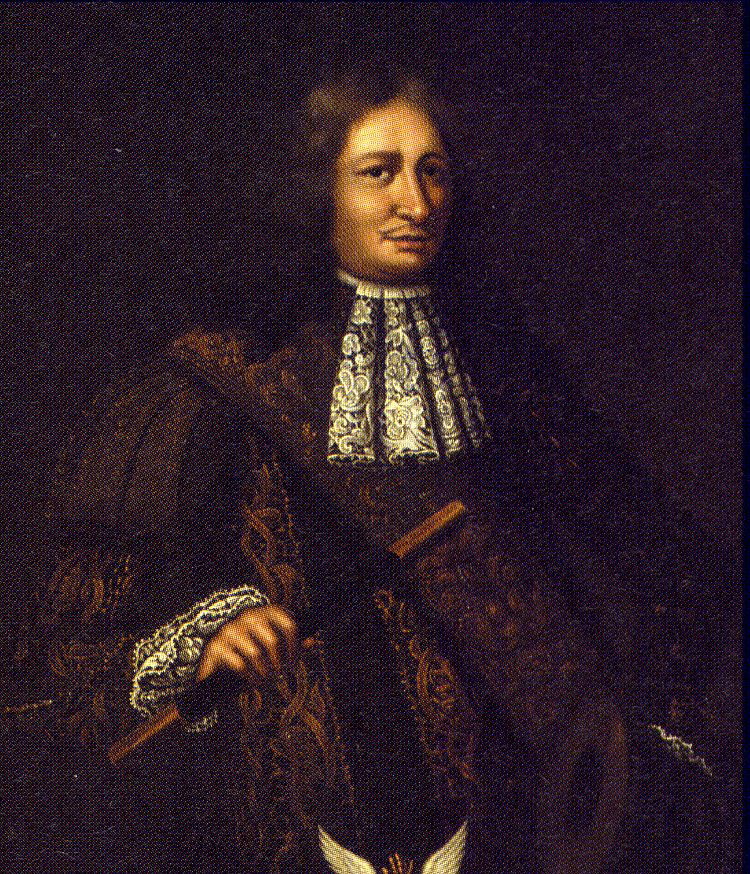
Корнелис Спелман — нидерландский колониальный деятель, сыгравший ключевую роль в заключении союза с Матарамом против Трунаджаи

НОИК к тому времени имела тесные торговые отношения с Матарамом и сильно зависела от импорта из центральной и восточной Явы, основными статьями которого были продукты питания и древесина, необходимая для постройки и ремонта кораблей, а также для расширения Батавии — административного центра нидерландских владений. В силу этого её руководство было заинтересовано в восстановлении матарамского контроля над соответствующими районами острова и быстро откликнулось на инициативу сусухунана: на переговоры был уполномочен командующий военными силами Компании на Яве адмирал Корнелис Спелман, который прибыл в Джепару в начале февраля 1677 года. 22 февраля представители сторон подписали союзнический договор, который в марте был ратифицирован сусухунаном. Соглашение предусматривало военную помощь Матараму со стороны НОИК против «любой стороны, не находящейся в союзе с Компанией» в обмен на полное покрытие матарамцами всех военных издержек и их определённые обязательства в двусторонней торговле. Джепара, в которой шли переговоры, превращалась в главный опорный пункт Компании на яванском побережье за пределами Батавии — там размещались голландская эскадра и мощный гарнизон под командованием самого Спелмана.
Трунаджая, осведомлённый о ходе переговоров, стремился склонить симпатии НОИК на свою сторону. Предводитель восстания тщательно избегал каких-либо антиголландских выпадов и через своих эмиссаров заверял Спелмана в готовности быть более выгодным партнёром, нежели Амангкурат I, — в обмен на признание его полноправным правителем захваченной части Явы. Спелман пошёл на контакт, однако запланированные было его переговоры с Трунаджаей в порту Сурабаи не состоялись: мадурец в последний момент отказался от встречи на борту нидерландского военного корабля — возможно, опасаясь ловушки, а голландец в результате усомнился в надёжности и договороспособности партнёра.
В результате Компания приступила к выполнению своих обязательств перед сусухунаном: в мае 1677 года вышедшая из Джепары эскадра под командованием Спелмана атаковала Сурабаю, где находился двор Трунаджаи. После недельной осады город был занят голландским десантом, однако это поражение не слишком ослабило повстанцев. Пожертвовав при отступлении значительной частью артиллерии, однако сохранив практически всю живую силу, Трунаджая перенёс свою ставку во внутреннюю часть восточной Явы. Обосновавшись в крупном по тем временам городе Кедири, который за несколько веков до того был центром одноимённого государственного образования, он провозгласил его своей столицей, а себя объявил повелителем всей Явы. Голландцы же, не располагая существенными сухопутными силами, не решились развивать наступление в глубины острова, ограничившись в последующие недели лишь несколькими вылазками против мятежников — вполне успешными, но незначительными по масштабу. К июлю Спелман мобилизовал силы для более серьёзных операций, однако получил от руководства НОИК приказ приостановить действия против Трунаджаи и сосредоточиться на обеспечении безопасности Батавии: в это время у Компании резко обострились отношения с султаном Бантама Абулфатахом — тайным союзником Трунаджаи, владения которого с запада вплотную подходили к столице нидерландских владений.

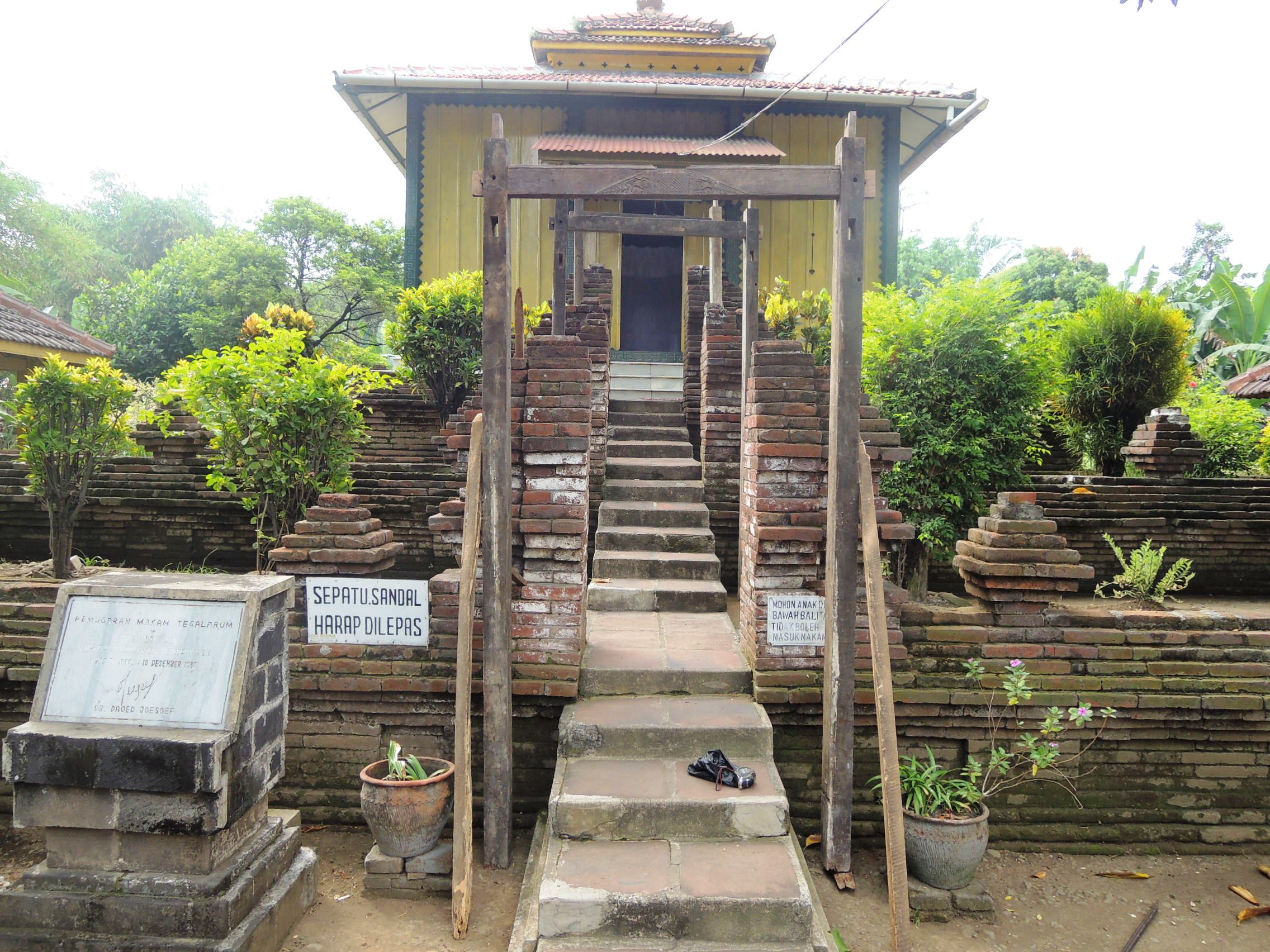
Могила Амангкурата I под Тегалом

По мнению некоторых специалистов, в частности, австралийского востоковеда-индонезиста Мерла Калвина Риклефса, военная победа голландцев в Сурабае в стратегическом плане принесла Матараму больше вреда, чем пользы. Во-первых, перенеся боевые действия во внутренние районы Явы, мятежники создали непосредственную угрозу столице Матарама — Плереду. Кроме того, вступление европейцев в войну против Трунаджаи позволило последнему пустить в ход лозунг «священной борьбы с неверными», который весьма эффективно воздействовал на религиозную часть яванского общества. Идеологом джихада стал тесть и ближайший соратник Трунаджаи Раден Каджоран, мусульманский проповедник и военачальник, пользовавшийся большим авторитетом как среди яванской знати, так и у простонародья. Уже через месяц после сдачи Сурабаи части повстанцев под его командованием развернули масштабное наступление на юге центральной Явы, завершившееся разгромом основных сил Матарама и захватом Плереда. Амангкурат I и Раден Мас Рахмат с небольшой свитой бежали из Плереда в направлении Тегала, передав командование над остатками матарамских войск младшему сводному брату последнего — принцу Пугеру, который, отступив из столицы, стал готовиться к контрнаступлению. Оказавшись в изгнании, Амангкурат I тяжело заболел — одна из яванских хроник пишет о его отравлении наследником — и несколько дней спустя скончался под Тегалом.

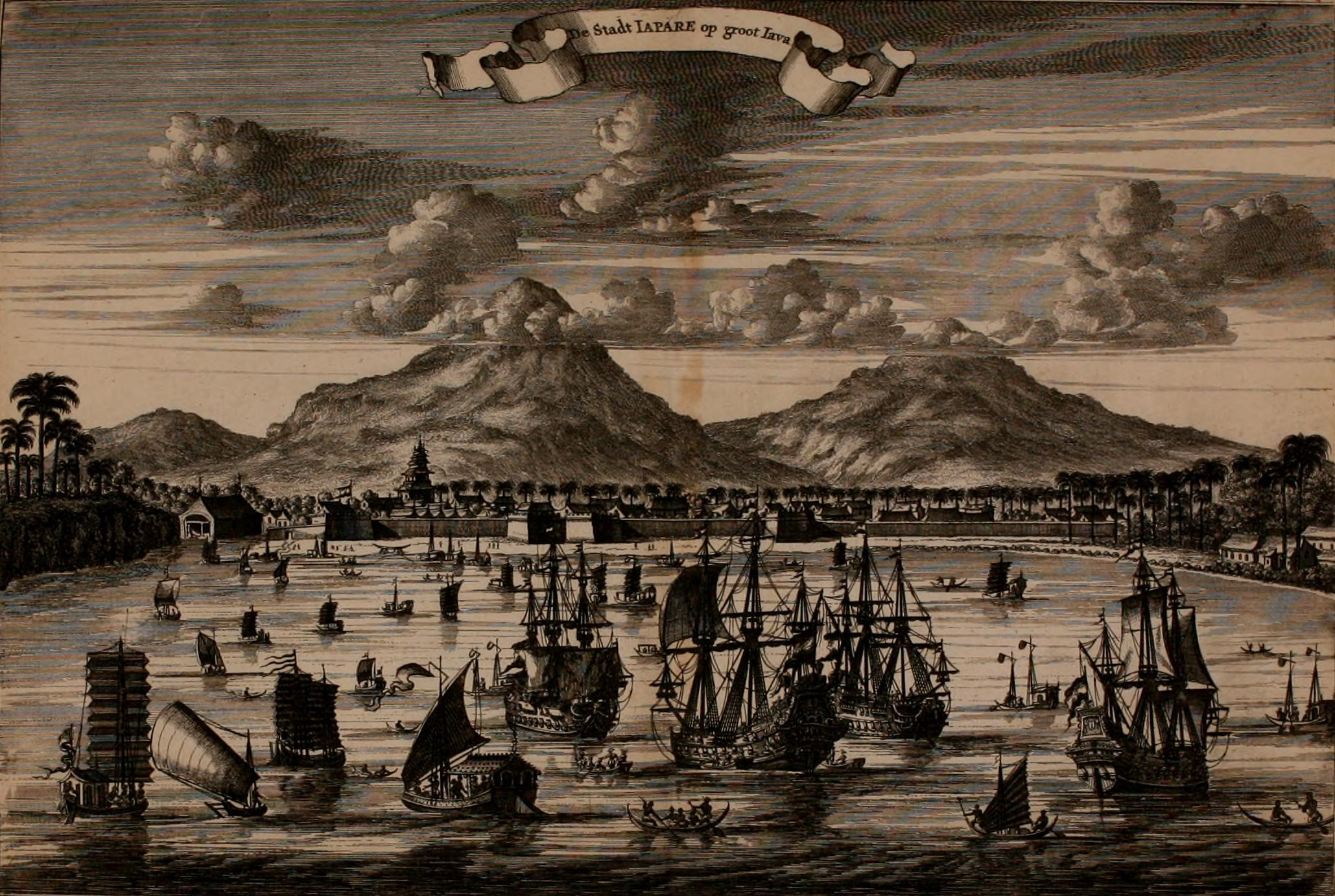
Джепара в середине XVII века. Нидерландская гравюра

Матарам оказался на грани разгрома. Две трети его территории находились под властью мятежников. После захвата плередского кратона — дворца сусухунана — мятежники завладели весьма внушительной матарамской казной и значительными материальными ценностями, которые были перевезены ими в Кедири. Часть придворных погибла, часть покинула город с Пугером, некоторые перешли на сторону победителей. В итоге, когда обосновавшийся в Тегале Раден Мас Рахмат был провозглашён сусухунаном под тронным именем Амангкурат II, в его распоряжении не было ни денег, ни полноценного правительства, а верность ему сохраняли лишь несколько удельных правителей, которые были способны мобилизовать лишь весьма скромное воинство. Сам новый монарх, по свидетельству яванских хроник, пребывал в душевном смятении и нерешительности. Его положение усугублялось внутридинастийным конфликтом: прав старшего брата на престол не признал принц Пугер, который к тому времени занял оставленный мятежниками Плеред и привёл в порядок разорённый кратон, чем значительно укрепил свой авторитет в Матараме. Обосновавшись в отцовском дворце, Пугер провозгласил себя сусухунаном и сформировал достаточно представительное правительство.
В свете столь слабых позиций Амангкурата II высшее руководство НОИК склонялось к тому, чтобы дистанцироваться от него и не втягиваться в яванскую междоусобицу, принимавшую всё более сложную конфигурацию. Однако Спелман, взявший на себя в этот период практически все контакты с матарамцами, сделал ставку на Амангкурата II и по собственной инициативе вызвал его на переговоры в Джепару. По итогам этих переговоров 19 октября 1677 года было подписано соглашение, закреплявшее военный союз между голландцами и правителем Матарама за счёт весьма значительных обязательств со стороны последнего. В обмен на помощь в подавлении восстания Амангкурату II полагалось выплатить Компании 310 000 испанских реалов и поставить около 5000 тонн риса. С учётом же того, что на момент подписания этого соглашения сусухунан не имел в своём распоряжении ни денег, ни риса, в качестве залога под управление голландцев передавались все матарамские порты северного побережья Явы: до погашения долга вся выручка от их работы поступала в казну НОИК. Более того, в последующие недели было заключено ещё несколько дополнительных двусторонних соглашений. Одно из них обеспечивало внушительные приращения владений Компании: сусухунан уступал ей территории к югу и востоку от Батавии, а также Семаранг, Салатигу и некоторые прилегающие районы. Другие договорённости предоставляли голландцам монополию на продажу опиума и текстиля в Матарам, а также на покупку сахара, производимого в султанате. Несмотря на то, что Спелман не имел переговорных полномочий от руководства НОИК и заключал договорённости на свой страх и риск, достигнутые соглашения были — хотя и не без колебаний — одобрены генерал-губернатором Яном Матсёйкером и Советом директоров Компании задним числом.

## Подготовка союзников к наступлению

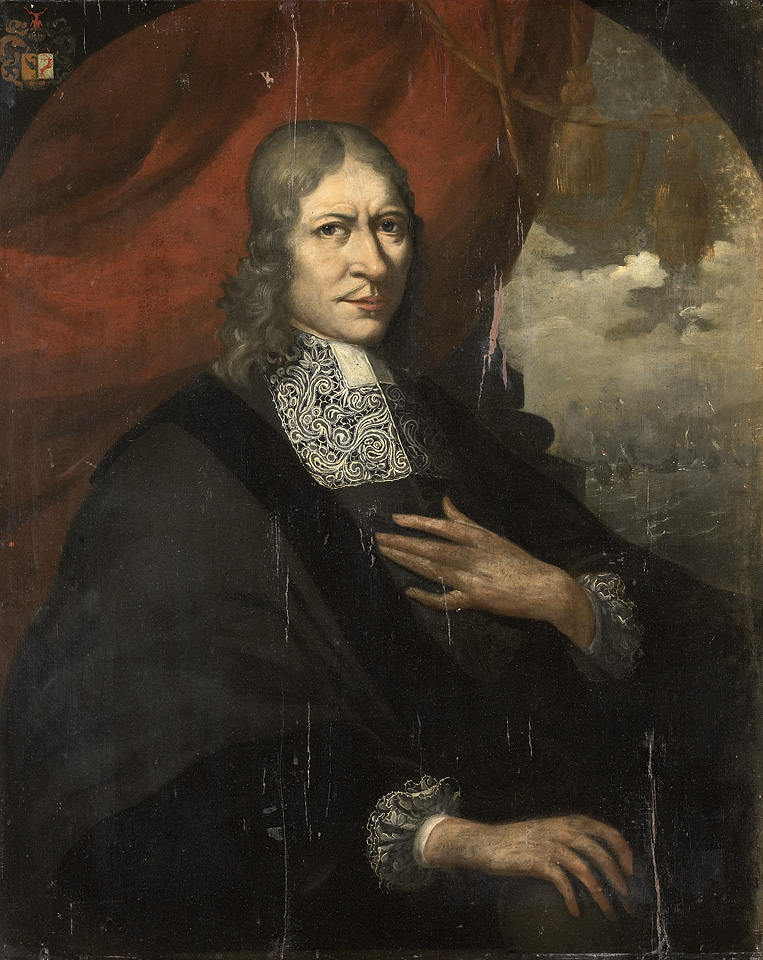
Генерал-губернатор НОИК Рейклоф ван Гунс. Поход на Кедири пришёлся на первый год его пребывания в должности

После заключения соглашений Амангкурат II и Спелман стремились как можно скорее начать наступление против войск Трунаджаи: первому было важно восстановить контроль по крайней мере над частью территорий Матарама и отбить у Трунаджаи казну, захваченную в Плереде, второму — получить оговорённое денежное вознаграждение за военную помощь сусухунану. Однако военные приготовления пришлось отложить в силу целого комплекса причин. Недовольство по поводу союза сусухунана с кафирами — тем более заключённого ценой столь значительных уступок — открыто выражали многие влиятельные представители высшей матарамской знати. В их числе были двое младших братьев Амангкурата II — принцы Мартасана и Сингасари, которые грозили оспорить законность перехода престола к старшему брату. В этих условиях генерал-губернатор НОИК Ян Матсёйкер всерьёз опасался, что масштабное вооружённое выступление голландцев на стороне сусухунана может вылиться в конфликт не только с Трунаджаей, но и с возмущёнными принцами, каждый из которых опирался на существенную часть матарамской элиты. Кроме того, несколько месяцев спустя во внутренних районах центральной и восточной Явы вспыхнула эпидемия некоего инфекционного заболевания, после чего уже сами Амангкурат II и Спелман сочли за лучшее повременить с походом в эти районы острова. В результате до конца 1677 года боевые действия между голландско-матарамскими силами и сторонниками Трунаджаи ограничивались небольшими столкновениями на северном побережье Явы, на которое не распространялись интересы младших матарамских принцев и которое не было затронуто эпидемией.
Ситуация резко изменилась в начале следующего года после кончины генерал-губернатора Матсёйкера и последовавших за ней подвижек в руководстве Компании. Новый генерал-губернатор Рейклоф ван Гунс в полной мере разделял решительный настрой Спелмана. Последний был по состоянию здоровья на несколько месяцев отправлен в отпуск в Гаагу, а по возвращении получил серьёзное повышение — был назначен первым заместителем генерал-губернатора. Эпидемия же во внутренних районах Явы к тому времени пошла на спад, причём её последствия оказались весьма благоприятными для реализации планов военного похода: болезнь унесла жизни обоих оппонировавших Амангкурату II принцев и многих их сторонников. Кроме того, на руку союзникам шёл усиливающийся раскол между Трунаджаей и наиболее мощным из его макасарских союзников — Галесонгом, сыном султана Гова-Талло Хасануддина, который сыграл большую роль в успехах восстания на начальных его этапах. Галесонг, женившийся на племяннице Трунаджаи и занимавший в иерархии руководства мятежников вторую позицию, ещё в конце 1676 года поссорился со своим тестем, а к началу 1678 года между ними вспыхнул открытый конфликт: Галесонг атаковал Кедири, был отбит и закрепился со своими сторонниками в Сидоарджо к югу от Сурабаи.

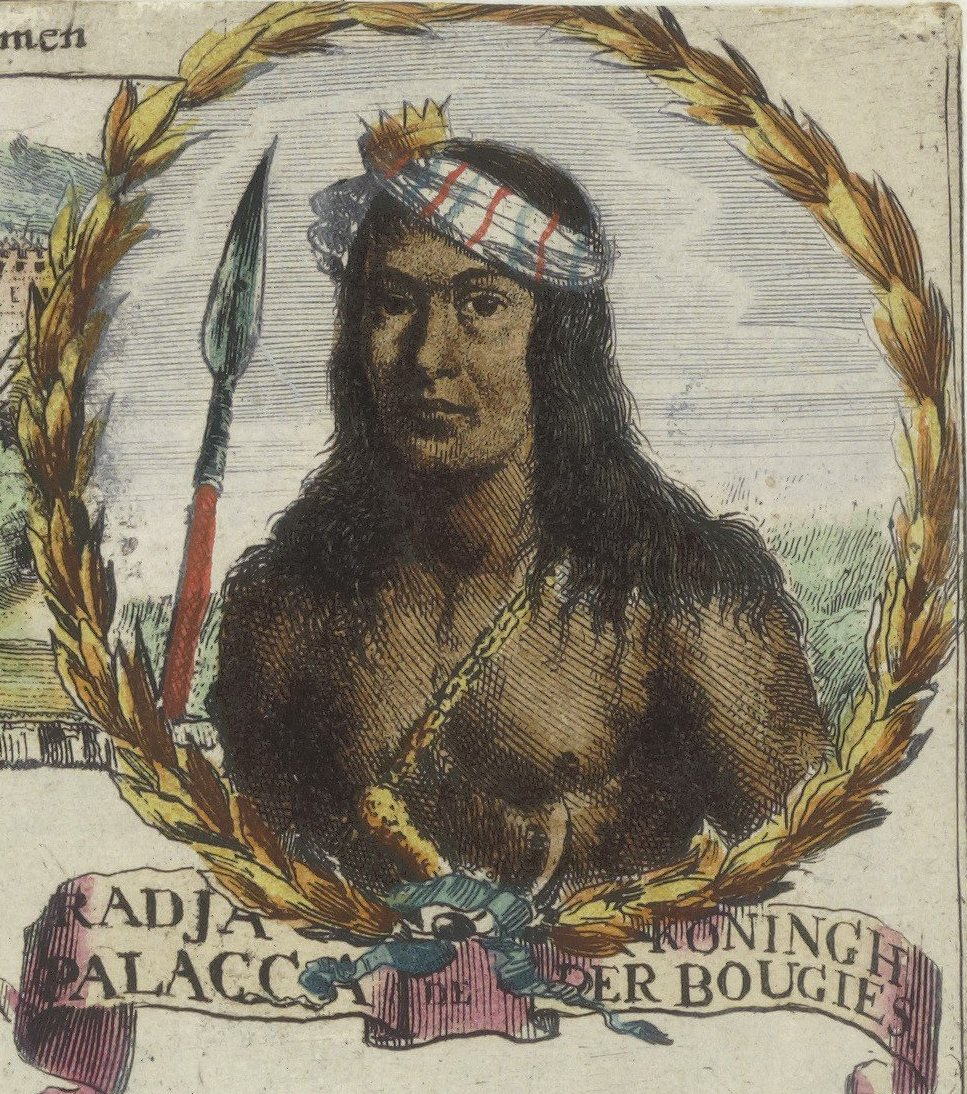
Бугийский правитель Арунг Палакка — союзник голландцев в борьбе с Трунаджаей

Все эти обстоятельства позволяли союзникам развернуть подготовку крупной наступательной операции, которая должна была стать первой серьёзной военной кампанией НОИК на Яве. При этом сусухунан, опасаясь дальнейшего промедления, всячески старался заслужить благосклонность голландцев и дошёл в этом до беспрецедентного самоуничижения: обращаясь в письмах к Спелману как к «отцу», а к ван Гунсу как к «дедушке», он умолял их помочь ему восстановить власть над Матарамом и научить его управлять государством.
Обязанность возглавить поход была возложена на преемника Спелмана на посту командующего яванскими военными силами НОИК — Антонио Хурдта, который в июле 1678 года был переведён на Яву с должности губернатора Амбона с присвоением звания адмирала. Новый командующий, занимавшийся прежде лишь административной работой, совершенно не имел военного опыта и, более того, был лишь понаслышке знаком с яванскими реалиями. Однако, по мнению историков, в тот момент в распоряжении Компании не было более подходящих кандидатов на этот пост.
Понимая, насколько серьёзным противником является Трунаджая, и сильно сомневаясь в военном потенциале Амангкурата II, голландцы решили заручиться поддержкой дополнительного союзника. В этих целях на Яву с Сулавеси был вызван Арунг Палакка — правитель бугийского княжества Боне, который уже воевал на стороне НОИК в ходе Макасарской войны 1666—1669 годов. Во время того конфликта, завершившегося победой голландцев и воцарением самого Арунга Палакки в Боне, он продемонстрировал незаурядные полководческие способности и верность союзническим обязательствам в самых критических ситуациях. Его дружина за годы княжения превратилась в ещё более серьёзную военную силу, чем прежде. В пользу Арунга Палакки в противостоянии яванским мятежникам говорило и то, что макасарские пираты — союзники Трунаджаи — были его злейшими врагами со времён Макасарской войны. После прибытия бугийского правителя с полуторатысячным отрядом на Яву летом 1678 года подготовка к военной кампании вступила в практическую фазу. Опорным пунктом для формирования союзной армии вторжения стала Джепара.

## Силы сторон

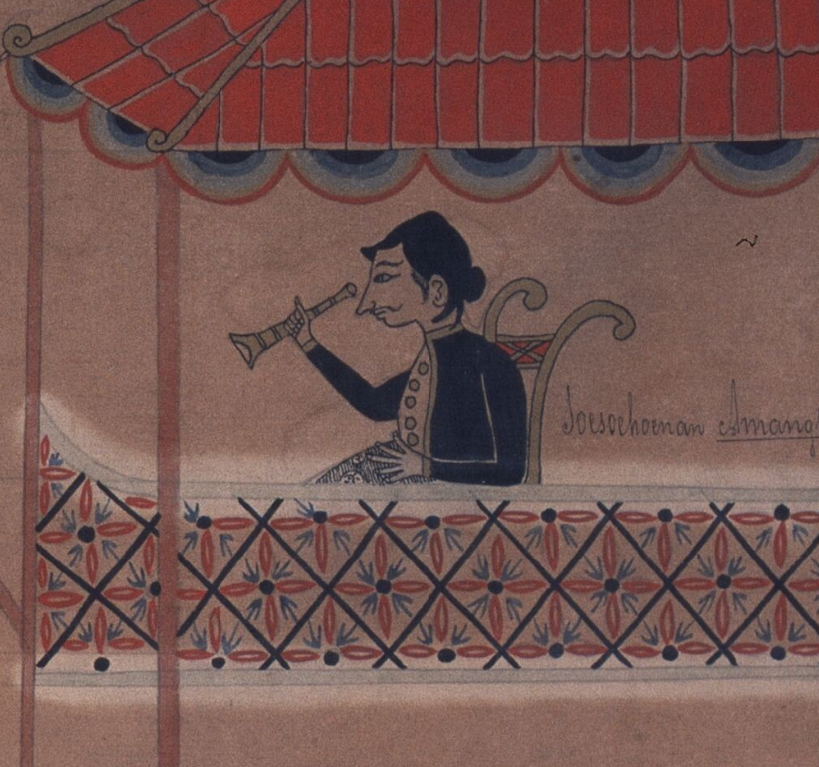
Сусухунан Амангкурат II, лично возглавлявший матарамские войска

Развёртывание серьёзной военной кампании осложнялось тем, что у Матарама в этот период в принципе не было регулярной армии: в деле мобилизации войск, их вооружения и оснащения верховный правитель полностью полагался на своих вассалов — а их у Амангкурата II после череды военных поражений и провозглашения Пугера альтернативным сусухунаном оставалось совсем немного. К августу 1678 года под его знамёна в Джепаре удалось собрать не более 3000 бойцов, вооружённых лишь холодным оружием — копьями и крисами, что ставило их в заведомо уязвимое положение, поскольку на вооружении повстанцев Трунаджаи было немало огнестрельного оружия. Помимо этих бойцов, в войске сусухунана в Джепаре насчитывалось не менее 1000 невооружённых носильщиков — без них наступательная военная операция была практически невозможна. В последующем, по мере продвижения к столице мятежников, к армии Амангкурата II присоединялись пешие и конные отряды удельных яванских правителей, в некоторых из которых на вооружении имелись кремневые ружья различных моделей. Благодаря этому в какой-то момент численность матарамского войска на марше достигла 13 тысяч человек. Однако позднее началось массовое дезертирство, в результате чего под стены Кедири матарамское войско подошло в количестве, значительно меньшем первоначального: в строю оставалось лишь около тысячи вооружённых бойцов.

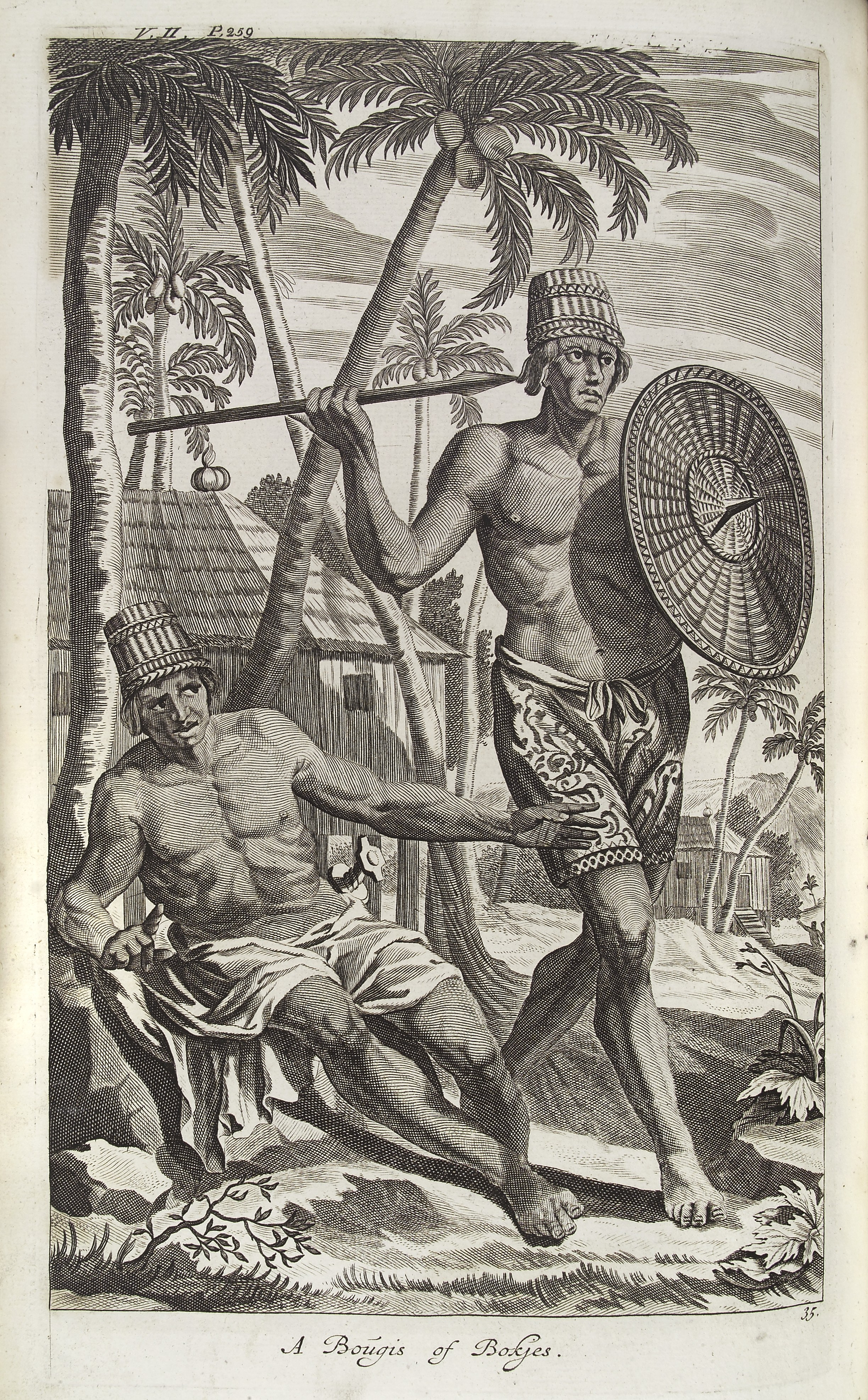
Воины-бугисы, сражавшиеся в рядах вооружённых сил НОИК

НОИК ещё весной 1678 года располагала на Яве не более чем 900 военнослужащими, которые были распределены по гарнизонам различных городов северного побережья острова: в их составе было примерно 600 голландцев и представителей других европейских народов, нанятых на службу Компанией, а также порядка 300 яванцев. Однако к началу операции к ним поступило внушительное подкрепление — на Яву прибыл корпус численностью в 1400 человек, укомплектованный за счёт переброски подразделений из различных районов колонии. В его составе также было около 600 европейцев, остальные же военнослужащие принадлежали к различным индонезийским народам. В результате в поход под командованием Хурдта отправлялось 2300 бойцов, 1200 из которых были европейцами — ими был укомплектован почти весь офицерский и некоторая часть рядового состава. Среди остальных около 600 бойцов были яванцами, 200 — мардийкерами — креолизированными потомками африканских рабов, завезённых в восточную часть Малайского архипелага португальцами, по 100 — балийцами и малайцами, по 50 — макасарами и бугисами. По ходу передвижения по Яве дезертирство и болезни также сказались на численности войск НОИК, хотя и не столь существенно, как в случае с матарамцами: к Кедири подошло 1750 человек, из которых лишь 1200 непосредственно участвовали в штурме. Значительная часть бойцов Компании была вооружена мушкетами. Имелась разнокалиберная артиллерия, однако из-за дефицита боеприпасов её использовали лишь на финальном этапе экспедиции.
Что касается находившейся на Яве дружины бугийского союзника НОИК Арунга Палакки численностью около 1500 человек, то она не была привлечена к экспедиции на Кедири. Прибывших из княжества Боне бугисов разместили в Батавии, где они вместе с голландским гарнизоном обороняли столицу колонии от возможного нападения султана Бантама, который сохранял тайные союзнические отношения с Трунаджаей и периодически демонстрировал голландцам своё недружелюбие.
Численность сил повстанцев достоверно неизвестна, её оценки различаются на порядок. Согласно первоначальным отчётам НОИК, силы Трунаджаи на востоке Явы насчитывали всего лишь порядка 1000 человек. Однако уже после окончания кампании дядя лидера повстанцев Раден Сампанг утверждал, что на стороне его племянника выступало 14 500 человек, не уточняя, впрочем, какая часть этого войска обороняла Кедири — ведь весьма многочисленные отряды мятежников действовали за пределами этого города на обширных территориях восточной и центральной Явы. Наряду с пехотой, в рядах восставших было несколько сотен кавалеристов в кольчужных доспехах. Имелась у Трунаджаи и артиллерия, по количеству и качеству орудий превосходившая артиллерию его противников: наиболее крупнокалиберными среди пушек мятежников были двенадцатифунтовые. Известно, что яванцы освоили производство пороха, пушек и лёгкого огнестрельного оружия не позднее начала XVII века, а контакты с колонизаторами позволили им закупать также орудия и ружья европейского производства.

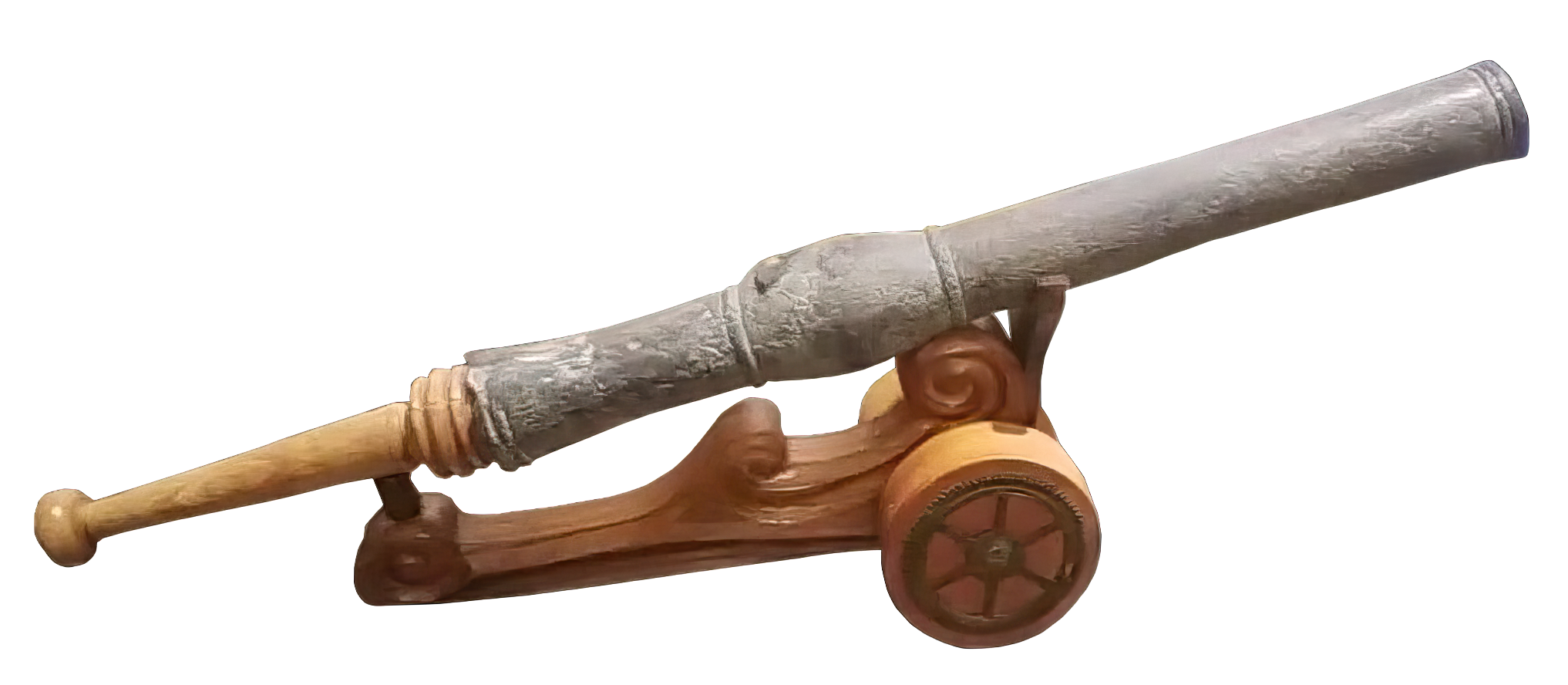
Яванское средневековое бронзовое орудие, найденное в районе, где проходил поход

С учётом подобных раскладов уже упоминавшийся австралийский учёный Мерл Риклефс уверенно предполагал отсутствие какой-либо технологической разницы в военных потенциалах экспедиционного корпуса НОИК и противостоявшего ему войска Трунаджаи, полагая, что силы Компании имели преимущество лишь в дисциплине, стратегической и тактической подготовке. Причём и это преимущество по крайней мере отчасти скрадывалось за счёт того, что Трунаджая за годы восстания показал себя весьма умелым военачальником и великолепно изучил восточнояванский театр военных действий, тогда как Антонио Хурдт в принципе не имел военного опыта и был новичком на Яве, а военный опыт Амангкурата II ограничивался проигранным Трунаджае сражением под Гегодогом 1676 года.

## Ход кампании

### Военное планирование

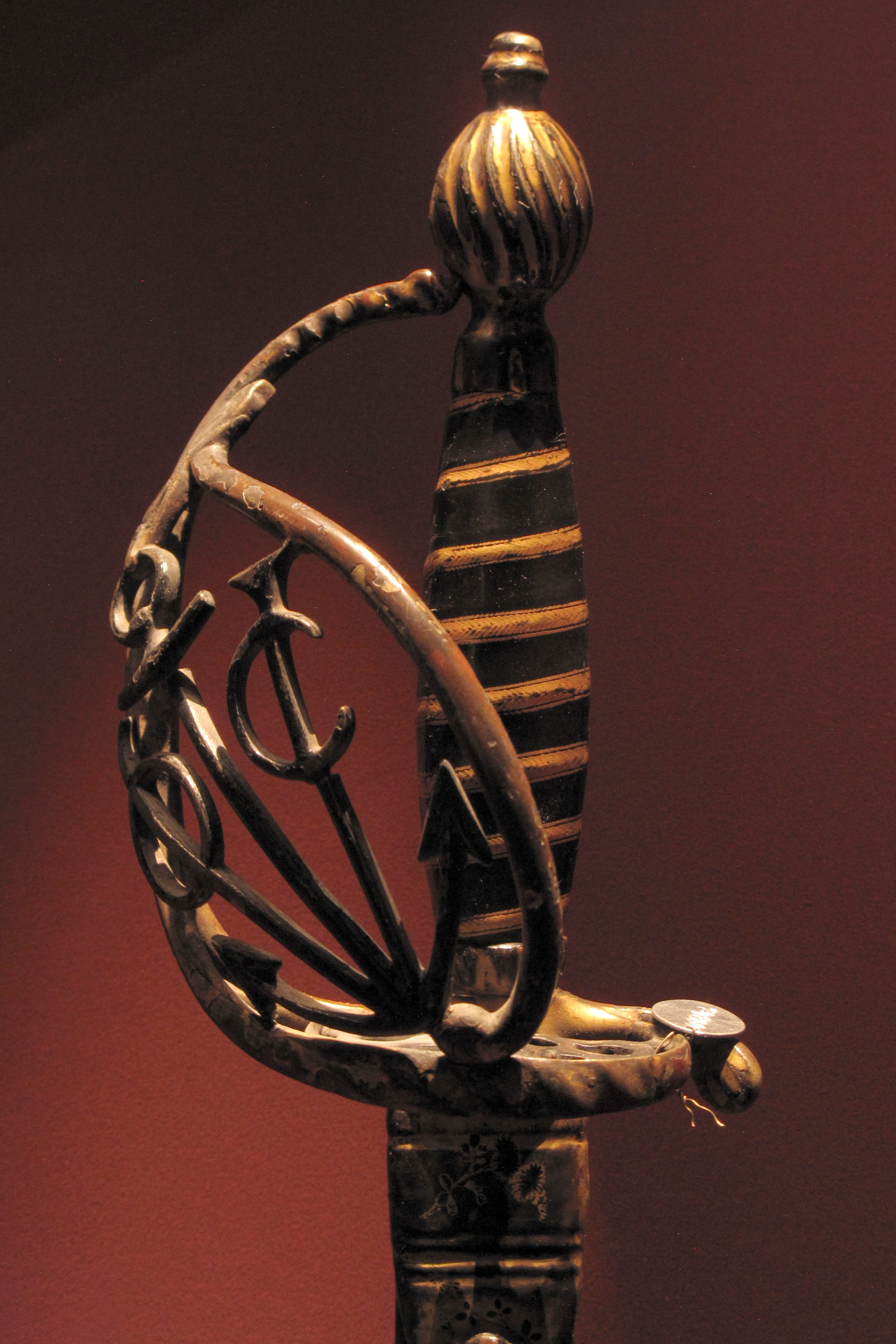
Эфес сабли офицера НОИК конца XVII века

Относительно задачи военной кампании у союзников разногласий не имелось: и Амангкурат II, и руководство НОИК исходили из того, что её целью должно быть овладение Кедири — восточнояванским городом, стоявшим на восточном берегу реки Брантас, который Трунаджая провозгласил своей столицей. Однако их тактические подходы были различны. Хурдт изначально предполагал наступать единым войском на оплот Трунаджаи из Сурабаи, перебросив туда из Джепары все объединённые силы Компании и Матарама — с учётом того, что это был кратчайший путь до Кедири с территорий, контролируемых союзниками. Однако Амангкурат II предложил разделить войска на несколько колонн, которые бы продвигались к Кедири не напрямую, а по нескольким достаточно протяжённым маршрутам, захватывающим территорию не только восточной, но и центральной Явы. В его представлении ведение кампании на столь значительных территориях острова должно было способствовать восстановлению лояльности местных удельных правителей и, соответственно, мобилизации местных жителей на борьбу с мятежниками. Кроме того, подобный манёвр, подразумевавший выход к Кедири не с северо-востока, а с запада, позволял обойти значительную часть укреплений, возведённых мятежниками в долине реки Брантас, которая как раз и представляла собой кратчайший путь наступления. Хурдт, приняв в расчёт преимущества обходного манёвра и согласившись с перспективами пополнения армии на марше, согласился на план сусухунана.
В результате было принято решение разделить союзную армию на три неравных по численности подразделения — центральное, в состав которого вошла бо́льшая часть войска, и два фланговых, намного меньших по численности. Центральное сосредотачивалось в Джепаре, фланговые — в Семаранге и Рембанге, которые расположены примерно в 50 км, соответственно, к западу и к востоку от неё, — это были единственные три города северного побережья центральной Явы, которые в тот период находились под контролем сусухунана. Одновременно с этим в Сурабае был сформирован ещё один небольшой отряд во главе с эмиссаром НОИК Виллемом Бастинком, которому было поручено отправиться в Сидораджо на переговоры с осевшим там Галесонгом, чтобы подвигнуть того на возобновление боевых действий против Трунаджаи, а также, по возможности, организовать снабжение экспедиционного корпуса.

### Выдвижение и перемещение войск

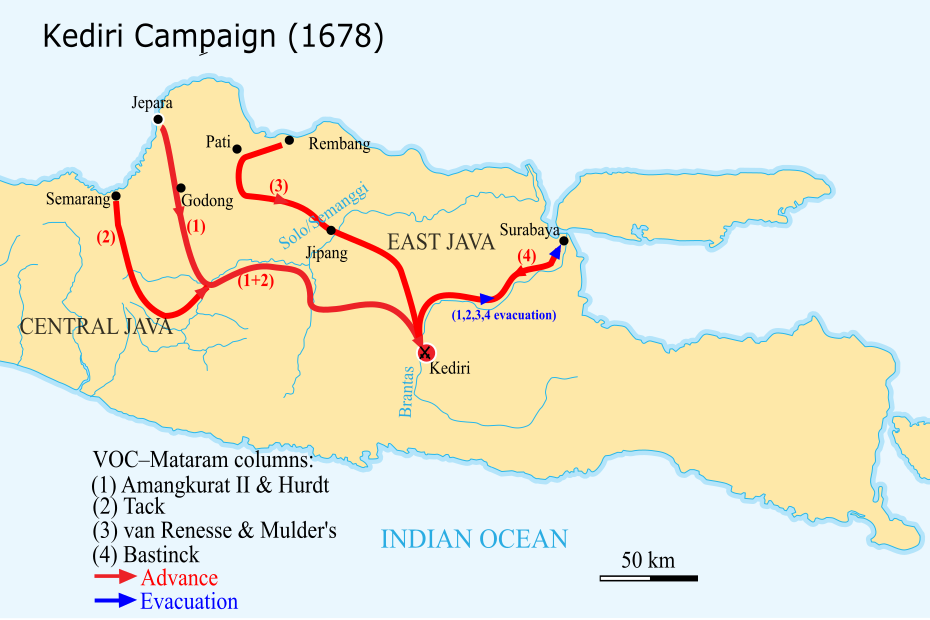
Маршрут движения на Кедири подразделений объединённой армии

В соответствии с согласованным планом в конце августа — начале сентября 1678 года войска НОИК и Матарама направились на Кедири тремя маршрутами, пролегавшими по внутренним районам центральной и восточной Явы. Первой 21 августа из Семаранга выдвинулась колонна в составе 385 бойцов под командованием капитана Франсуа Така — её маршрут к Кедири, протяжённость которого составляла около 250 км, пролегал западнее остальных. 26 августа из Рембанга вышла восточная колонна под командованием капитанов Абрахама Даниеля ван Ренесса и Фредерика Хендрика Малдера. Как и первая, она была укомплектована только военнослужащими НОИК и, насчитывая в своих рядах 308 бойцов, была самой малочисленной. Её путь к Кедири был наиболее коротким — примерно 190 км. Центральная, наиболее мощная колонна была сформирована в Джепаре — её возглавили лично Хурдт и Амангкурат II. Передовые отряды этой колонны отправились на юг 27 августа и 2 сентября, а основные силы вместе с командующими — 5 сентября. Для достижения Кедири ей предстояло преодолеть около 260 км.
Западная колонна дальше других продвинулась на юг и на территории современного центральнояванского округа Сукораджо вступила в сражение с отрядами тестя Трунаджаи Радена Каджорана, заставив последнего отступить: это оказалось единственным серьёзным боестолкновением в первый месяц похода. После этого она повернула на восток для соединения с центральной колонной. Отряды же, составлявшие центральную колонну, выдвигавшиеся из Джепары раздельно, были сведены воедино на территории нынешнего округа Гробоган на берегу реки Серанг, где пробыли шесть дней в ожидании артиллерии и припасов, которые доставлялись из Джепары по этой реке. После этого колонна двинулась дальше на юг и в конце сентября соединилась с западной на берегу реки Соло, откуда они вместе продолжили продвижение на восток в сторону Кедири под командованием Хурдта и Амангкурата II. Тем временем восточная колонна получила пополнение за счёт небольшого гарнизона городка Пати и двинулась на Кедири маршрутом, пролегавшим примерно в 50—70 км восточнее маршрута двух других объединившихся к тому времени колонн.

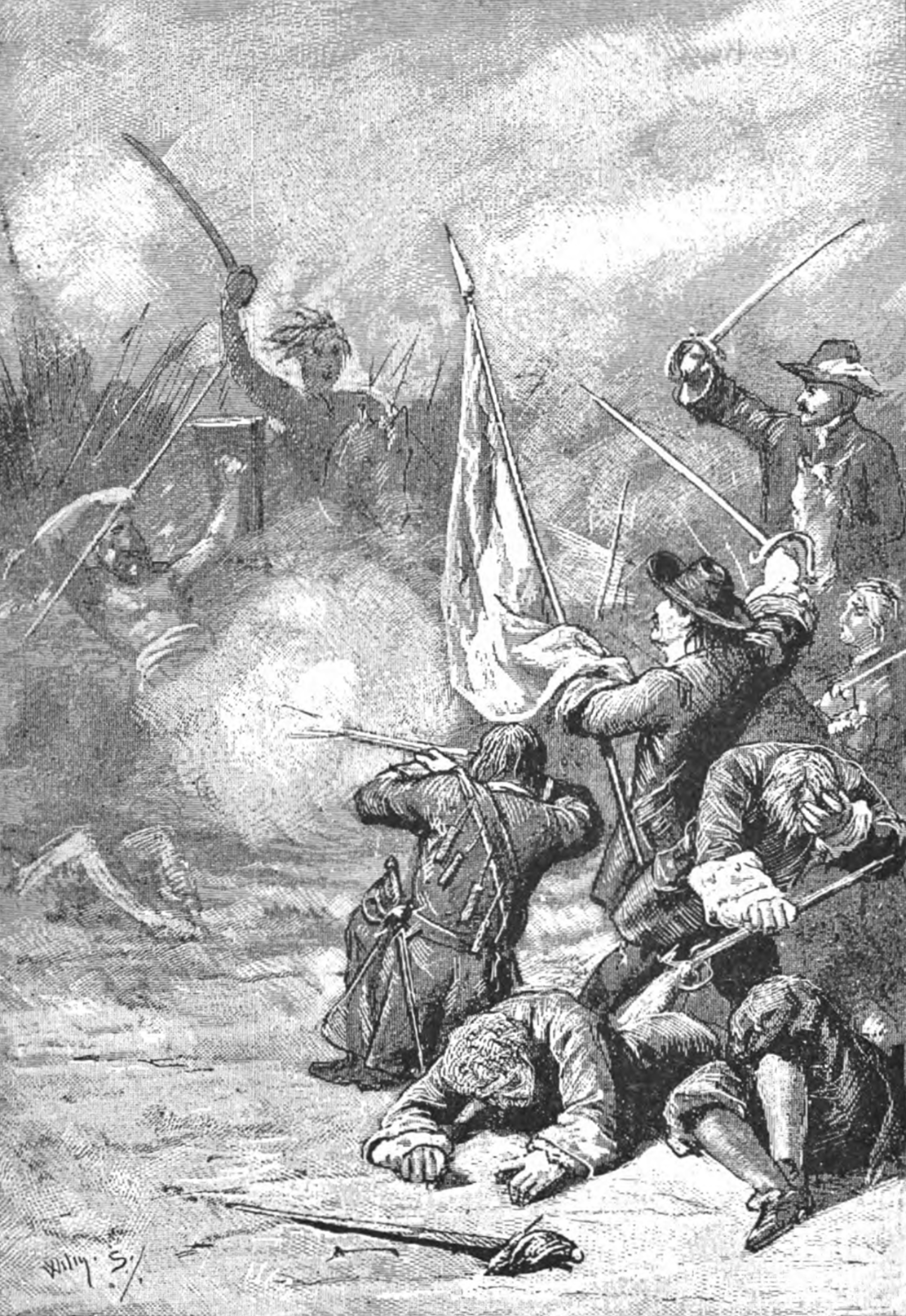
Сражение голландцев с повстанцами Трунаджаи. Иллюстрация из нидерландской детской книги 1890 года

С первых дней марша союзные колонны сталкивались с такими проблемами, как недостаток дисциплины, дезертирство, инфекционные болезни и нехватка продовольствия. Очень тяжело давался переход водных преград: реки разлились из-за проливных дождей, начавшихся вскоре после начала экспедиции, а отсутствие прочных мостов и острый дефицит плавсредств тормозили переправу артиллерии и обозов. Переход был особенно сложным для частей НОИК, не знакомых с ландшафтом и природными условиями внутренней Явы. Хурдт даже хотел остановить продвижение войск в долине реки Соло, встать лагерем и продолжить марш лишь в следующем году, после завершения сезона дождей, однако Амангкурат II убедил его продолжать путь.
Пока войска Матарама и НОИК двигались на восток по центральной Яве, повстанцы Трунаджаи избегали открытых сражений с ними, предпочитая партизанскую тактику — нападали на небольшие группы солдат, которые добывали продовольствие или отставали от основных сил. В этом плане на руку мятежникам играли предельно растянутые коммуникации и фактически открытые тылы союзнической армии: в силу относительной малочисленности экспедиционного корпуса Хурдт и Амангкурат II решили не оставлять на пройденной территории никаких гарнизонов. Лишь однажды в нарушение приказа сверху командиры восточной колонны ван Ренесс и Малдер оставили небольшой отряд в Блоре.
Во время марша, следуя первоначальному плану, Амангкурат II старался завоевать расположение местной знати, что оказалось достаточно трудной задачей. Некоторая её часть сохраняла верность Радену Каджорану, который, несмотря на недавнее поражение, понесённое в бою с западной колонной экспедиционного корпуса, сохранял высокий авторитет на центральной Яве и продолжал активно действовать на стороне Трунаджаи. Другие старались сохранить нейтралитет, сомневаясь в исходе войны. Кроме того, на настроениях местного населения не могли не сказаться грабежи, которыми регулярно занимались бойцы Матарама и НОИК, страдавшие от нехватки продовольствия.
Тем не менее присутствие в командовании объединённой армии сусухунана, а также перспектива получения доли в военной добыче в случае захвата Кедири побудили многих местных феодалов заявить о своей преданности Амангкурату II и направить по крайней мере часть своих сил на борьбу с повстанцами. Благодаря этому в какой-то момент общая численность войск под командованием монарха достигла 13 000 человек. Вскоре, однако, она начала стремительно уменьшаться из-за массового дезертирства и болезней.

### Форсирование Брантаса

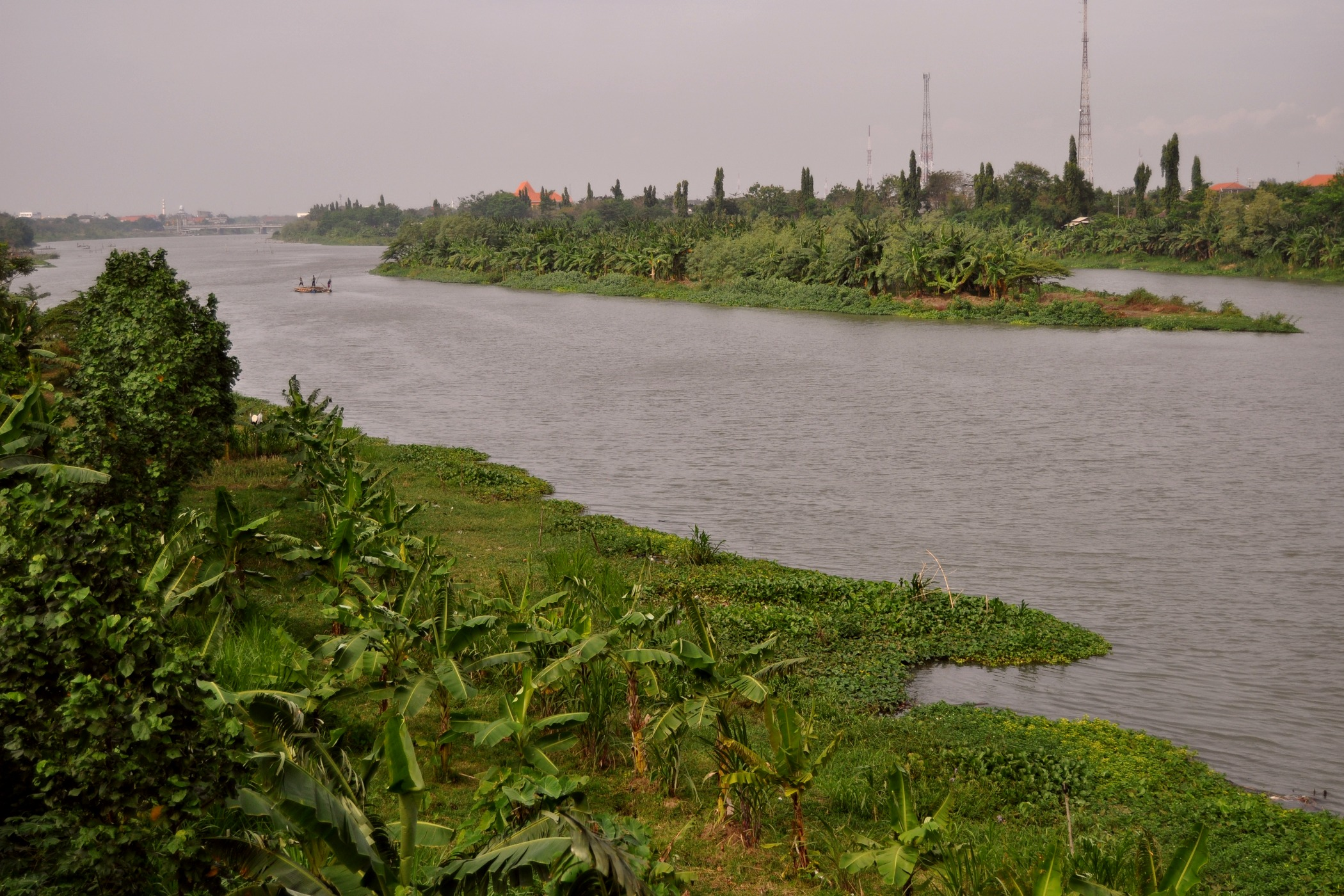
Река Брантас у окраины Кедири

13 октября части под командованием Хурдта и Амангкурата II вышли на западный берег реки Брантас у деревни Синкал, расположенной на территории нынешнего округа Нганджук севернее того места, напротив которого на восточном берегу находился Кедири. Туда же несколько дней спустя прибыла и третья колонна, шедшая из Рембанга, — таким образом, союзная армия воссоединилась.
Переправа через Брантас оказалась крайне сложной задачей. Из-за шедших уже несколько недель проливных дождей уровень воды в этой крупнейшей реке восточной Явы, впадающей в море в районе Сурабаи, поднялся настолько, что пересечение её вброд стало невозможным. Материалов для наведения переправы у наступающих не было, а лодки имелись лишь в небольшом количестве, совершенно недостаточном для обеспечения высадки на противоположном берегу. Под постоянным дождём было крайне сложно сохранять сухими запасы пороха и трутов для мушкетных фитильных замков. Всё сильнее ощущалась нехватка провианта: в силу того, что бо́льшая часть побережья Брантаса между Кедири и Сурабаей контролировалась мятежниками, снабжение экспедиционного корпуса по воде было невозможным. Масштабная экспроприация продуктов у местного населения привела к тому, что значительная часть жителей окрестных деревень покинула родные места, забрав с собой скот и съестные припасы. В этих условиях небывалый размах приняло дезертирство. Некоторые бойцы не просто бежали из армии, но и переходили на сторону противника: изменники нашлись не только в составе матарамского войска и туземных частей НОИК, но и в числе европейцев. Известно, что это происходило не без усилий со стороны мятежников, которые через лазутчиков обещали перебежчикам деньги, еду и женщин. В результате силы сусухунана вскоре после выхода к Брантасу сократились примерно до тысячи человек, в то время как у НОИК в строю осталось 1750 солдат и офицеров, 659 из которых были европейцами. Многие из европейцев страдали дизентерией.
Тем временем силы Трунаджаи резко активизировали сопротивление с опорой на множество укреплений, возведённых ими вдоль Брантаса: крупные силы мятежников базировались не только на западном берегу реки напротив лагеря союзников, но и к северу и югу от него на восточном берегу. Здесь впервые со стороны повстанцев была задействована артиллерия: части Хурдта и сусухунана стали подвергаться регулярным обстрелам, причём снаряды долетали не только до передовых позиций, но и до штабных помещений и полевого госпиталя, оборудованного в Синкале. Объединённая армия же не открывала ответного огня, экономя боеприпасы для планируемого артобстрела Кедири. Кроме того, кавалерия мятежников периодически совершала налёты на позиции противника с обоих флангов. Наиболее крупное столкновение подобного рода произошло 21 октября. Воспользовавшись тем, что строительство палисада вокруг расположения голландско-матарамских войск к тому времени ещё не было завершено, конный отряд под командованием одного из братьев Трунаджаи Радена Сурадипы атаковал и поджёг лагерь малайского подразделения НОИК, рассчитывая, что пожар приведёт к детонации располагавшегося там склада с боеприпасами. Взрыва не произошло, а нападающие отошли с серьёзными потерями — смертельно ранен был и сам Сурадипа. После этого нападения основной палисад был спешно завершён, а склад с боеприпасами и госпиталь были обнесены дополнительными рядами частокола. Сторонниками Трунаджаи применялись и методы психологического воздействия на врага: так, в ночь со 2 на 3 ноября повстанцы запугивали часовых НОИК музыкой гамелана и насмешками.

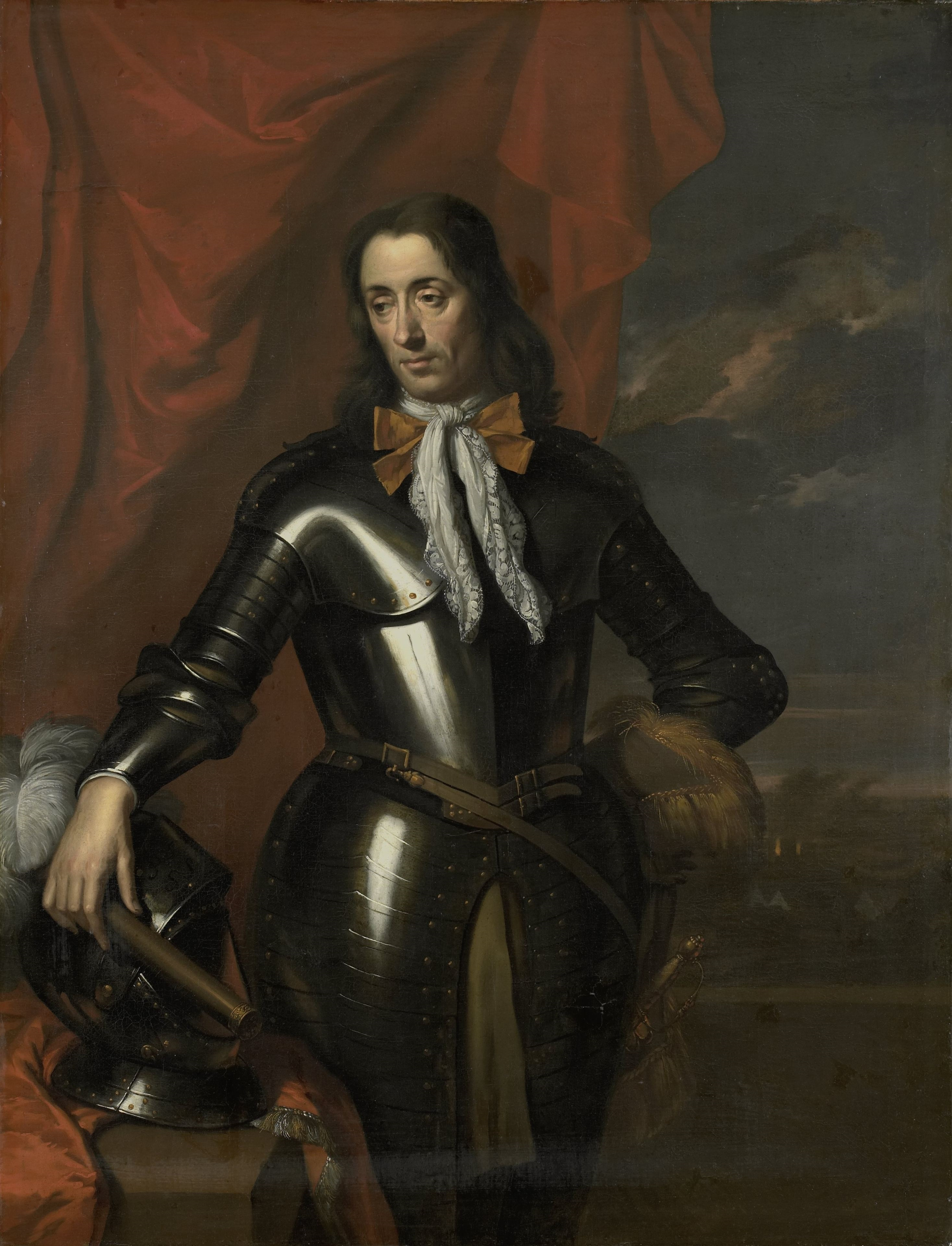
Исаак де Сен-Мартен, один из старших офицеров НОИК, сыгравший важную роль в походе на Кедири

Через две недели после воссоединения союзнической армии на берегу Брантаса произошло событие, позволившее кардинально улучшить снабжение бойцов провиантом: 3 ноября к лагерю в Синкале подошла обозная колонна в составе 800 повозок во главе с Виллемом Бастинком. Войска получили в своё распоряжение десятки тонн риса, а несколько тысяч буйволов, тянувших повозки, гарантировали обеспечение свежим мясом на много недель. Бастинк успешно выполнил свою миссию в окрестностях Сидораджо, склонив на сторону НОИК Галесонга: макасарский командир не возобновил боевых действий против Трунаджаи, однако согласился выделить отряд для комплектации и охраны обоза, который был сформирован и загружен в Сурабае. 6 ноября повстанцы попытались захватить обоз, стоявший за пределами палисада, однако смогли лишь сжечь около десятка повозок и убить нескольких часовых. После этой атаки обоз был перемещён внутрь палисада.
Воодушевлённые успешным решением продовольственной проблемы, Хурдт и Амангкурат II стали готовиться к форсированию Брантаса. Первая, спонтанная попытка высадиться на восточном берегу была предпринята отрядом под командованием офицера французского происхождения Исаака де Сен-Мартена, который впоследствии стал достаточно известным учёным-натуралистом. Выбив мятежников из деревни Манукан к югу от Синкала, голландцы сходу попытались переправиться оттуда вброд, однако этому помешали большая глубина реки и интенсивный обстрел с восточного берега. Вторая попытка была предпринята немного севернее в ночь с 6 на 7 ноября — уже с использованием лодок. Однако она также потерпела неудачу: часть лодок затонула ещё до погрузки в них солдат де Сен-Мартена, а матарамские части, которые должны были оказать поддержку голландцам, в назначенное время не явились к пункту сбора.
Разочарованный торможением наступления, Хурдт предъявил Амангкурату II ультиматум с требованием предоставить плоты для форсирования реки, а также сухие труты для мушкетных замков, угрожая в противном случае отвести свои войска. Однако конфликт между союзниками не получил развития: 16 ноября вода в реке начала резко спадать, чем голландцы и матарамцы не замедлили воспользоваться. Яванские хроники утверждают, что уровень воды понизился после того, как сусухунан лично пересёк Брантас верхом на коне и, захватив власть над рекой при помощи своих сверхъестественных сил, заставил её пропустить войска. На участке реки шириной около 115 метров глубина оказалась столь небольшой, что конные части объединённой армии смогли переправиться вброд, и только пехоте понадобились лодки. Артиллеристы Трунаджаи открыли огонь, однако не смогли сорвать переправу и бежали, оставив неприятелю одиннадцать пушек. Часть за частью нидерландско-матарамское войско в течение нескольких дней переместилось на восточный берег Брантаса у деревни Чуринг, расположенной примерно в 10 км к северу от Кедири.

### Взятие Кедири

Алун-алун — центральная площадь Кедири, где разыгрались наиболее ожесточённые бои в ходе штурма. Фото 1930-х годов

Закрепившись на плацдарме у Чуринга, союзная армия двумя колоннами под командованием соответственно Хурдта и де Сен-Мартена двинулась на юг к Кедири. Амангкурат II же вернулся на западный берег Брантаса в Синкал, где было относительно безопасно. Повстанцы атаковали шедшие к городу части, но лишь незначительно замедлили продвижение противника. К 24 ноября 1678 года к Кедири подтянулись основные силы союзников — около 1200 бойцов НОИК и 1000 матарамцев. Ещё около 550 военнослужащих Компании и некоторое число матарамцев прикрывали тылы и коммуникации армии.
Кедири представлял собой весьма мощную цитадель. Внешний периметр крепостных стен составлял около 8,5 км, их высота достигала 24, а толщина — 2 метров. На стенах были оборудованы 43 артиллерийские батареи. Вышеупомянутый австралийский исследователь Мерл Риклефс и американский военный историк Майкл Черни из Мичиганского университета, специализирующийся на Азии, сходятся в том, что укрепления Кедири ничем не уступали европейским крепостям аналогичного размера того времени.
Тем не менее Хурдт, учитывая относительную малочисленность своего войска и существенные логистические проблемы, не стал вести осаду крепости, а принял решение о незамедлительном штурме, который начался 25 ноября. При этом сохранялось разделение войска на две колонны: первая во главе с самим Хурдтом пошла на приступ с восточной стороны, вторая, под командованием де Сен-Мартена, — с северо-запада. Расчёт голландцев на стремительный штурм без особой подготовки в полной мере оправдался: оказалось, что мятежники, ранее демонстрировавшие высокую боеспособность в полевых столкновениях, не сумели должным образом организовать оборону крепости. Обе колонны смогли сходу ворваться в город и стали продвигаться к его центру, достаточно быстро преодолевая сопротивление защитников. В уличных боях голландцы использовали лёгкую артиллерию и ручные гранаты, которые показали очень высокую эффективность. Бойцам сусухунана в ходе сражения была отведена вспомогательная роль: они, в частности, били в барабаны и гонги для деморализации противника.
Первой до алун-алуна — центральной городской площади — добралась колонна де Сен-Мартена. Перед четырьмя ротами НОИК из её состава, сведёнными под командованием Франсуа Така, была поставлена задача захватить квартал в центре города, в котором располагалась резиденция Трунаджаи. Однако к тому моменту, когда голландцы овладели им, предводитель повстанцев со своим окружением и частью войска покинул город, воспользовавшись тем, что его южная сторона не была блокирована.
К вечеру 25 ноября Кедири был полностью в руках нападавших. Потери, понесённые силами НОИК при штурме города, оказались весьма незначительными: семеро убитых, включая четверых голландцев, двух максасаров и одного яванца, а также 27 раненых. Относительно матарамцев известно лишь то, что среди погибших с их стороны было двое старших командиров, учёт же погибших простых бойцов не вёлся. Потери мятежников сколь-либо точно не известны, однако они однозначно были значительно выше, нежели у войск Компании и Матарама.

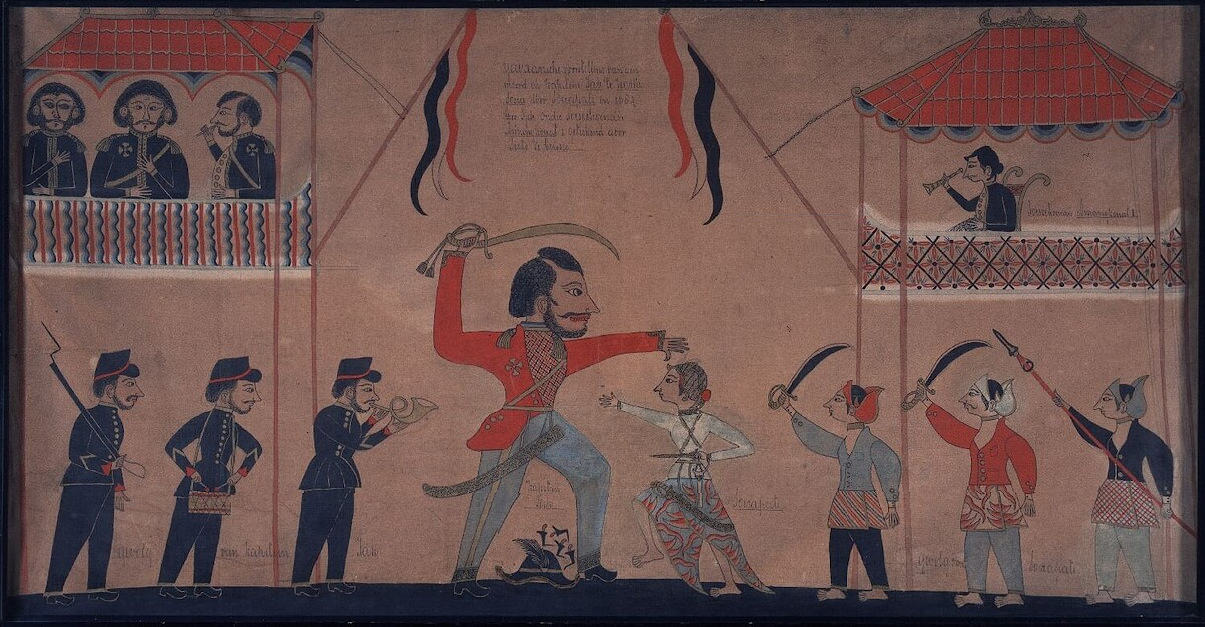
Яванская картина, изображающая убийство Франсуа Така при дворе Амангкурата II в 1684 году

Сразу после боя началось разграбление города войсками НОИК. Голландцы и их туземные наёмники в первую очередь опустошили двор Трунаджаи, где хранилась сокровищница Матарама, захваченная повстанцами в 1677 году в Плереде: бегство предводителя восстания было столь поспешным, что он не успел захватить её с собой. Это совершенно расстроило планы Амангкурата II, который именно за счёт этих сокровищ рассчитывал выплатить голландцам 310 000 реалов, обещанных за военную помощь. Были освобождена группа матарамских женщин, взятых в плен мятежниками при захвате ими Плереда за год до того. Кроме того, в Кедири победители обнаружили 11 европейцев и нескольких знатных матарамцев, перешедших в разное время на сторону повстанцев. По крайней мере десятеро европейцев были казнены голландцами в Кедири, яванцев же отправили на суд к Амангкурату II в Синкал.
Среди трофеев были сакральные инсигнии матарамской династии, а также несколько церемониальных матарамских пушек. Кроме того, в числе захваченных победителями ценностей оказалась золотая корона, предположительно принадлежавшая императорам Маджапахита XV века. Завладевший ею Франсуа Так согласился уступить её для передачи Амангкурату II лишь за выкуп в размере тысячи рейксдальдеров. По предположению Риклефса, сусухунан мог серьёзно оскорбиться столь корыстным поведением нидерландского офицера и затаить обиду: в этом случае гибель Така при дворе Амангкурата II шесть лет спустя от рук сторонников Сурапати могла быть не результатом стихийно вспыхнувшего конфликта, а хорошо продуманной местью матарамского правителя. 27 ноября Хурдт торжественно передал корону сусухунану, который водрузил её на голову и с тех пор регулярно носил. Приняв это действо за официальную коронацию, голландцы устроили орудийный и мушкетный салют, не зная, что протокольная практика яванских монархий в принципе не предусматривает коронаций, а корона может служить для тамошних правителей лишь необязательным красивым головным убором, но не символом власти. Этот эпизод привлёк немало внимания европейских историков, которые по-разному оценивают его значение. С одной стороны, предполагается, что столь зримый знак уважения со стороны европейцев был на руку сусухунану и способствовал укреплению его авторитета среди яванцев. В то же время высказывается мнение, что подобное чествование могло, напротив, унизить Амангкурата II и дискредитировать его в глазах подданных — как свидетельство того, что своей монаршей властью он обязан голландцам.

### Вывод и возвращение войск

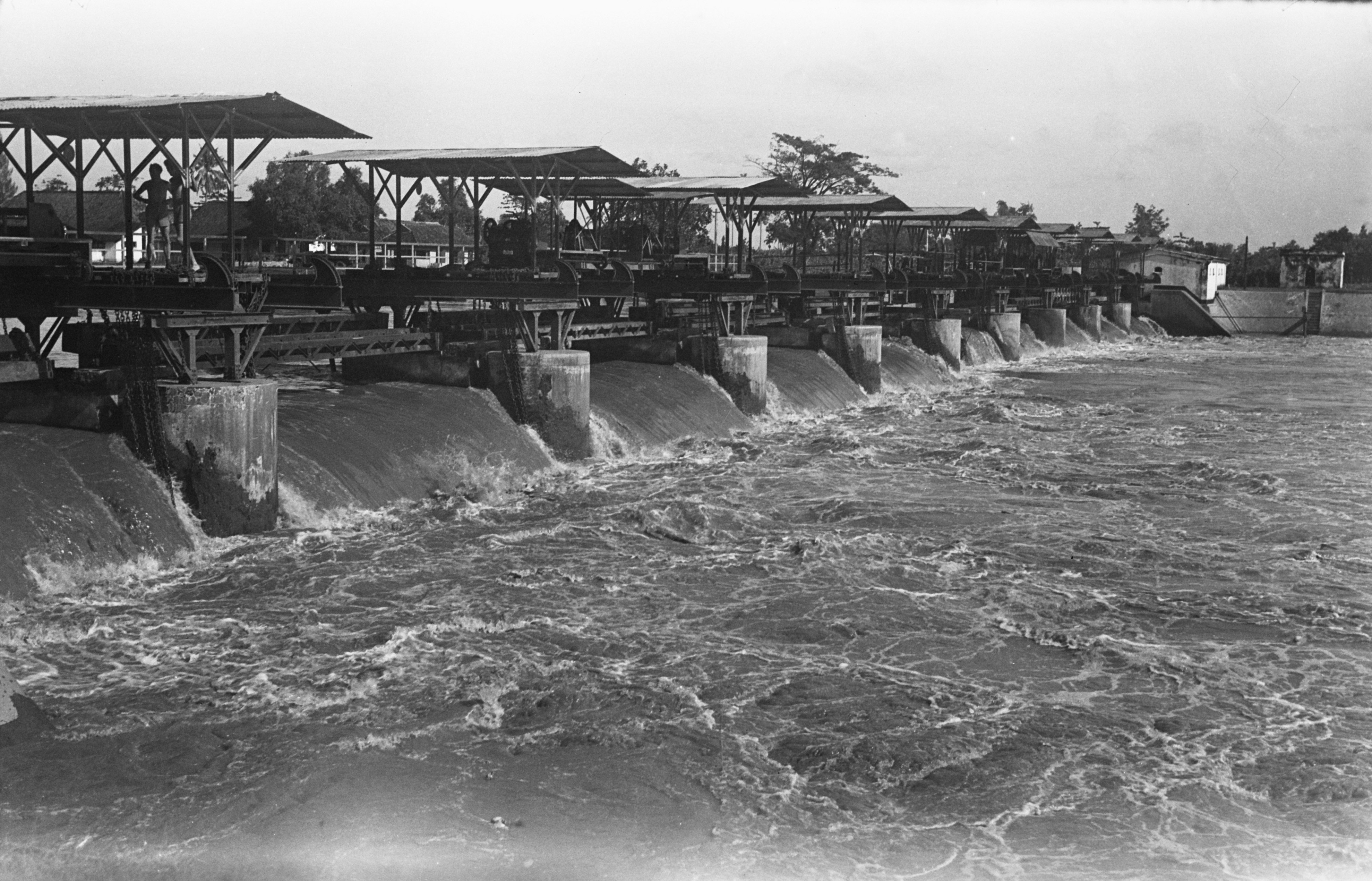
Брантас к югу от Сурабаи — в месте разливов, преградившем путь возвращавшимся союзным войскам

Заняв Кедири, победители снесли полуразрушенный в ходе боёв дворец Трунаджаи, а также значительную часть крепостных укреплений. Для управления городом, возвращённым под власть Матарама, сусухунаном был назначен градоначальник, который обязался активно сотрудничать с НОИК.
После поражения мятежников кратчайший путь к северному побережью Явы по долине реки Брантас оказался открыт, в связи с чем Хурдтом было решено отводить войска в Сурабаю. В середине декабря 1678 года начался вывод частей союзной армии из Кедири. 15 декабря вниз по течению Брантаса отбыл речной конвой, в котором были Хурдт, несколько старших офицеров, а также 288 раненых и больных военнослужащих НОИК, полевые пушки и боеприпасы к ним. Остальные войска под началом Амангкурата II и де Сен-Мартена выдвинулись в Сурабаю посуху тремя днями позже — к тому моменту речной конвой уже прибыл в этот крупнейший порт восточной Явы, потеряв по пути несколько лодок вместе с находившимися на них людьми. Передвижение отрядов, отправившихся по суше по маршруту длиной около 100 км, оказалось сопряжено с намного бо́льшими трудностями и тяготами, поскольку возобновившиеся дожди размыли дороги и вызвали наводнения. По донесениям, занесённым впоследствии в журнал секретаря Хурдта, солдатам — как европейцам, так и индонезийцам — пришлось брести по колено в воде «голодными и уставшими как дикие звери», и немало из них умерло в пути от истощения. 24 декабря отряд достиг района Моджокерто, расположенного в 30 км к востоку от Сурабаи, однако там ему преградило дорогу наводнение. Небольшая группа голландцев добралась до города на самодельных плотах, а также лодках, высланных за ними из города. Остальным же пришлось почти две недели ожидать окончания разлива — они прибыли в город лишь 5 января 1679 года. В итоге по безвозвратным и санитарным потерям возвращение войск в Сурабаю оказалось вполне сопоставимым с самой военной экспедицией.
Вскоре Хурдт и большинство офицеров НОИК, участвовавших в кампании, убыли из Сурабаи в Батавию. В столице колонии Хурдт через некоторое время получил назначение на руководящую административную должность в структуре НОИК и более никогда не возвращался к военному делу. Амангкурат II же со свитой надолго обосновался в Сурабае. Этот город был хорошо знаком сусухунану, поскольку во время правления отца ему приходилось исполнять здесь обязанности наместника в восточной части Матарама, и здесь проживали его многочисленные родственники по матери, местной уроженке.

## Последствия

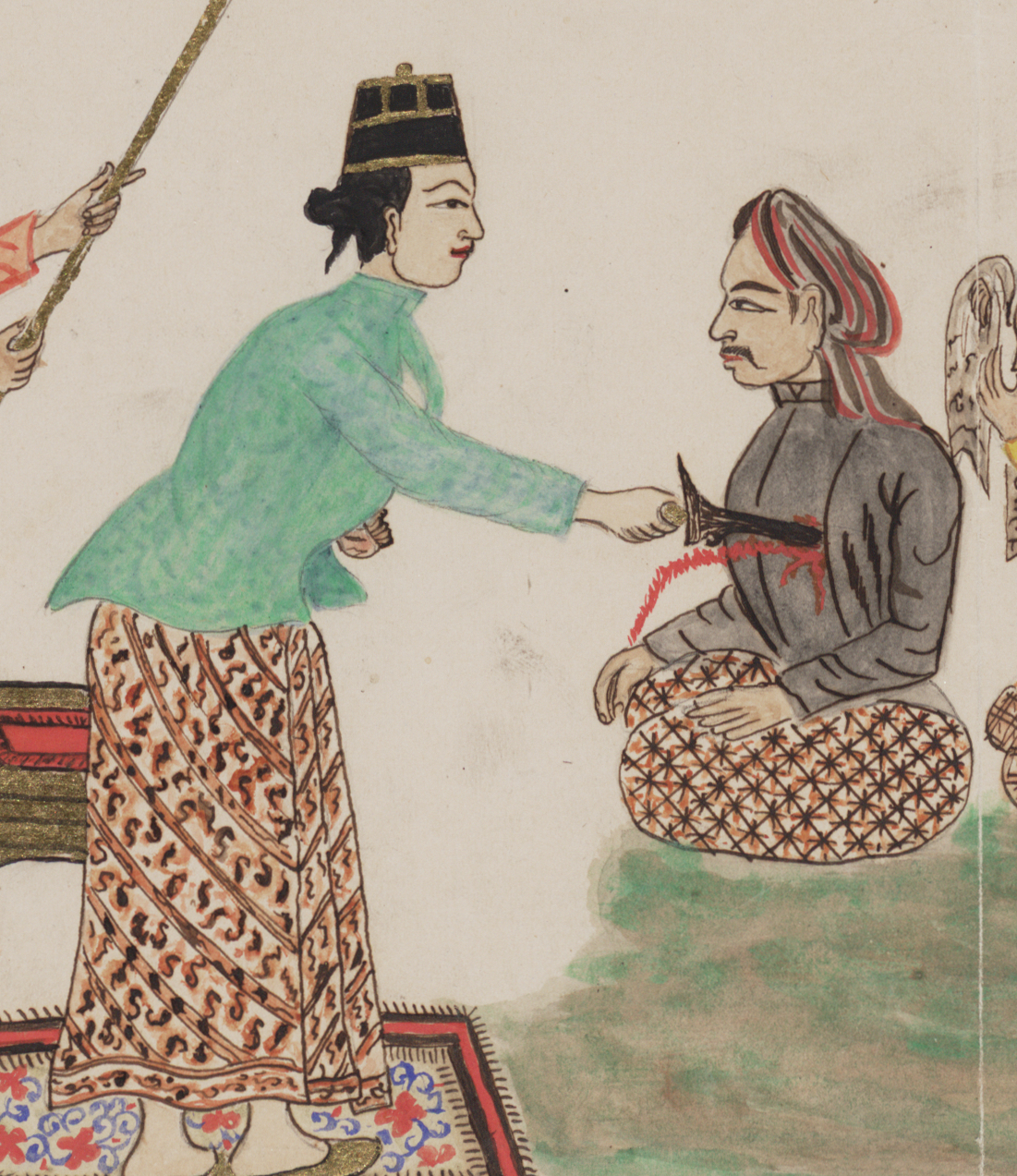
Яванская картина, изображающая убийство пленного Трунаджаи Амангкуратом II в 1680 году

Захват Кедири союзными войсками стал переломным моментом в ходе восстания Трунаджаи и серьёзно сказался на расстановке сил на Яве. Амангкурат II при помощи голландцев смог не только восстановить власть над этим крупным городом и сопредельными восточнояванскими территориями, но и значительно укрепить свой авторитет — несмотря на сохранение весомой внутриматарамской оппозиции, признававшей сусухунаном принца Пугера. В то же время военно-политические позиции Трунаджаи оказались существенно подорваны. Понеся тяжёлые потери, лишившись всей казны и артиллерии, лидер мятежников увёл остатки своих войск в горные районы в окрестностях Маланга. Там он уже не решался на крупные военные операции и в конце 1679 года после череды тактических неудач сдался голландцам. В плену он был вскоре собственноручно убит Амангкуратом II.
Для НОИК результаты победы были не столь однозначны. Большим разочарованием для руководства Компании стало разграбление обнаруженных в Кедири матарамских сокровищ, которое делало невозможным получение выплаты за военную помощь, предусмотренной союзным соглашением. Более того, в скором временем выяснилось, что и другие положения джепарских соглашений 1677 года, сулившие немалые выгоды голландцам, не выполняются либо выполняются далеко не в полной мере. Так, оговорённые территориальные приращения Нидерландской Ост-Индии из-за политических манёвров сусухунана были осуществлены в весьма урезанном виде, а договорённости о монопольных правах НОИК на торговлю опиумом и текстилем либо саботировались матарамскими чиновниками, либо реализовывались с самой минимальной прибылью для голландцев — в силу того, что покупательная способность жителей Матарама в период тяжёлого кризиса, вызванного длительной междоусобицей, была крайне низкой. Тем не менее войска Компании продолжали исправно сражаться на стороне сусухунана до полного разгрома мятежников в начале 1680-х годов — из расчёта хотя бы на частичную материальную отдачу от союзнических соглашений, а также из тех соображений, что восстановление власти Амангкурата II над всей территорией Матарама в любом случае отвечает нидерландским интересам. Помимо прочего, благодаря победоносному завершению экспедиции на Кедири НОИК, прежде избегавшая наступательных боевых действий на Яве, приобрела репутацию серьёзной военной силы и надёжного союзника, которая была весьма востребована в дальнейшей колонизаторской деятельности на этом важнейшем острове Малайского архипелага.